# Pflegeschule
Pflegeschule ist die Bezeichnung für einen bestimmten Schultyp. In den Pflegeschulen wird der theoretische und praktische Unterricht für die Ausbildung zum/zur Pflegefachmann/Pflegefachfrau organisiert. Letztendlich handelt es sich um eine, an einen speziellen Ausbildungsbedarf adaptierte Berufsfachschule.

## Geschichte
Im Jahr 1781 wurde in Mannheim die erste öffentliche deutsche Krankenpflegeschule durch Franz Anton Mai gegründet, der versuchte, durch dreimonatige Kurse zumindest eine minimale Ausbildung der Pflegekräfte zu erreichen. In Österreich leitete Kaiser Joseph II. Reformen ein; im Zuge dessen entstand 1784 das Wiener Allgemeine Krankenhaus. Neue Standards und Anforderungen an die Pflege wurden im 19. Jahrhundert durch Florence Nightingale formuliert. In der Regel wurde in jener Epoche die Pflege der Pflegebedürftigen durch nahe Angehörige, zumeist auf nichtberuflicher Basis, bewältigt. Erst gegen Ende des 20. Jahrhunderts wurde die Pflege professionalisiert.
Am 1. Januar 2020 trat in Deutschland das neue Pflegeberufegesetz in Kraft. Damit ging die Einführung der neuen generalistischen Ausbildung zur Pflegefachkraft einher. Ziel des Gesetzes ist eine weitergehende Professionalisierung der Pflege und insbesondere die Steigerung der Attraktivität des Berufsbildes. Dazu gehört auch, dass Pflegeschüler seit Einführung des Gesetzes eine Ausbildungsvergütung bekommen.
Die bisherigen Krankenpflege- und Altenpflegeschulen wurden mit Einführung des Pflegeberufegesetzes zu Pflegeschulen. Auch neue Pflegeschulen sind gegründet worden.

## Staatliche öffentliche und staatlich anerkannte private Ersatz-Pflegeschulen
Es gibt staatliche öffentliche sowie staatlich anerkannte private Ersatz-Pflegeschulen. Staatliche öffentliche Pflegeschulen liegen in der Verantwortungshoheit der einzelnen Bundesländer und werden von diesen selbst betrieben. Staatlich anerkannte Ersatz-Pflegeschulen sind Privatschulen, die ihren Absolventen Abschlusszeugnisse ausstellen dürfen. Sie sind auch berechtigt, die dafür notwendigen Tests und Prüfungen gemäß den Vorgaben des jeweiligen Kultusministeriums im eigenen Haus und unter eigener Regie durchzuführen. In diesem Punkt unterscheiden sich staatlich anerkannte Ersatzschulen nicht von den öffentlichen.

## Regionale und überregionale Pflegeschulen
Pflegeschulen werden nicht nur in staatliche öffentliche Schulen und in staatlich anerkannte pritvate Ersatzschulen unterschieden, sondern auch in regionale und in überregionale Schulen:
Überregionale Schulen sind an mehreren Standorten vertreten, teilweise deutschlandweit. Stellvertretend seien hier die Schulen mit der Bezeichnung „maxQ“, die Pflegeschulen des Berufsfortbildungswerks (bfw), genannt.
Regionale Schulen besitzen zumeist nur einen Standort, wo sie dann jedoch im Regelfall gut vernetzt sind. Stellvertretend sei hier die „Pflegeschule Aschke - Institut für Pflege, Gesundheit und Soziales“ in Hagen / Nordrhein-Westfalen genannt, ebenso die privat geführte „Pflegeschule Bork“ in Kempen am Niederrhein.

## Mindestanforderungen an Pflegeschulen
Die Mindestanforderungen an Pflegeschulen sind in §9 Abs. 1 Pflegeberufegesetz geregelt. Die Regeln gelten für staatliche öffentliche und staatlich anerkannte private Ersatz-Pflegeschulen gleichermaßen.

### Schulleitung
Die Schulleitung unterliegt einer hauptberuflich tätigen, pädagogisch qualifizierten Person mit abgeschlossener Hochschulausbildung auf Masterniveau.

### Lehrkräfte
Die Lehrkräfte müssen eine pflegepädagogische, abgeschlossene Hochschulausbildung auf Masternivieau haben. Falls sie ausschließlich praktischen Unterricht erteilen, reicht auch eine pflegepädagogische, abgeschlossene Hochschulausbildung (unterhalb des Masterniveaus).
Den Bundesländern steht es frei, abweichend zu regeln, dass die Hochschulausbildung nicht oder nur für einen Teil des Lehrpersonals notwendig ist.
An den Pflegeschulen soll mindestens eine hauptberufliche Lehrkraft für zwanzig Auszubildende vorhanden sein.

### Ausstattung
Auch für die Ausstattung der Pflegeschulen gibt es eine Mindestanforderung. Diese ist in § 9 Absatz 3 Pflegeberufegesetz geregelt.

## Stellenwert der Pflegeschule
Die Pflegeschule hat in der generalisierten Ausbildung einen sehr hohen Stellenwert. Ohne Zustimmung der Pflegeschule kann der Träger der praktischen Ausbildung keinen Ausbildungsvertrag mit dem auszubildenden Anwärter des Pflegeberufs abschließen. Ohne Vertrag mit einer Pflegeschule kann ein Betrieb, in dem Pflegeberufsausbildung gewollt ist, nicht Durchführender der praktischen Ausbildung sein.

## Probleme bei der Umsetzung des Pflegeberufegesetzes
Das Hauptproblem bei der Umsetzung des Pflegeberufegesetzes ist der Lehrermangel. Die Festlegung auf Pflegepädagogen stellt die Pflegeschulen vor ein kaum zu lösendes Problem; es gibt Pflegepädagogen nicht in ausreichender Zahl in Deutschland, um alle Auszubildenden zu schulen. Fällt für einen Kurs der Pflegepädagoge aus, schließt die zuständige Schulbehörde den Kurs, da die Vorgaben nicht mehr erfüllt sind. Viele Pflegeschulen setzen Headhunter ein, um an Personal zu kommen. Das führt zu Personalverschiebungen, löst aber nicht das Problem. Erste Pflegeschulen mussten deshalb bereits schließen.
Ein weiteres Problem für Pflegeschulen liegt darin, Krankenhäuser als Kooperationspartner zu gewinnen, da letztere häufig eigene Schulen betreiben.